# Trépeza
Trpeza es un pueblo ubicado en el municipio de Kuršumlija, Serbia. Según el censo de 2002, el pueblo tiene una población de 53 personas.